# Anton Harapi
Anton Harapi OFM (ur. 5 stycznia 1888 w Shiroka k. Szkodry, zm. 20 lutego 1946 w Szkodrze) – albański franciszkanin, polityk, pisarz i pedagog.

## Życiorys
Był synem Loro Harapiego i Çile, na chrzcie otrzymał imię Gaspër. Początkowo kształcił się w kolegium jezuickim, ale w 1904 wstąpił do zakonu franciszkanów przyjmując imię Anton, w lutym 1909 złożył śluby zakonne. Kształcił się w seminarium franciszkańskim w Szkodrze, a następnie w Salzburgu i w Villach. 29 czerwca 1910 został wyświęcony na kapłana.
Studia wyższe z zakresu teologii odbywał w Wiedniu i w Rzymie. Po powrocie do kraju pracował w parafii Arra e Madhe, w krainie Dukagjini. W czasie oblężenia Szkodry przez Czarnogórców (1912-1913) zajmował się pomocą chorym i rannym mieszkańcom miasta. 1918 został przeniesiony do graniczącej z Czarnogórą parafii Gruda. Tam w 1918 aktywnie zaangażował się w działalność narodową. Był współautorem memorandum skierowanego do uczestników Konferencji Pokojowej w Wersalu, domagając się pozostawienia przy Albanii okręgów Hoti i Gruda.
W latach 1920–1924 współpracował ściśle z Luigjim Gurakuqim i Gjergji Fishtą, wspierając ich działalność polityczną i parlamentarną. Po upadku rządu Fana Noliego w grudniu 1924 został uwięziony i wkrótce potem zwolniony. Wycofał się z działalności politycznej w 1925, poświęcając się sprawom szkolnictwa franciszkańskiego. Był jednym ze współtwórców i redaktorów filozoficzno-teologicznego pisma Hylli i Dritës, publikując w nim artykuły o tematyce filozoficznej i pedagogicznej. W 1926 organizował akcję pomocy dla ludności krainy Dukagjini, gdzie doszło do rebelli antyrządowej. W 1933 objął stanowisko dyrektora prowadzonej przez Franciszkanów szkoły w Szkodrze.
W latach 30. w kolejnych artykułach Harapi poświęcał coraz więcej uwagi zagrożeniom dla społeczeństwa albańskiego ze strony rozwijającego się ruchu komunistycznego. W 1937 wyjechał ze Szkodry i pracował w parafii Bajzë, gdzie zaangażował się w zwalczanie analfabetyzmu wśród miejscowej ludności. W czasie inwazji włoskiej na Albanię, Harapi wziął udział w spotkaniu przywódców plemiennych i duchownych, w czasie którego sprzeciwił się podjęciu współpracy z Włochami. W rozmowach z Francesco Jacomonim, przedstawicielem Włoch w Albanii nalegał na zachowanie niepodległości Albanii, w unii z Włochami.
W 1940 włączył się w prace Instytutu Studiów Albańskich, działających pod patronatem włoskim. We wrześniu 1943 Albania została zajęta przez wojska niemieckie. Kierujący administracją okupacyjną Hermann Neubacher zwrócił się z prośbą do grupy księży, studiujących w przeszłości na uczelniach austriackich, aby ci podjęli współpracę z Niemcami w tworzeniu nowych struktur administracyjnych. Jedną z osób pozyskanych przez Neubachera był A.Harapi, który pełnił funkcję prowincjała franciszkańskiego w Albanii. Harapi reprezentował katolików w powołanej do życia 21 października 1943 Radzie Regencyjnej. W czerwcu 1944 zrezygnował z tego stanowiska. Kilka miesięcy później Hermann Neubacher proponował mu wyjazd z Albanii z pomocą Niemców, ale Harapi odmówił.
5 czerwca 1945 został aresztowany i oskarżony o współpracę z niemieckim okupantem. Proces przed sądem wojskowym w Tiranie rozpoczął się 4 stycznia 1946. Prorządowy dziennik Bashkimi określał Harapiego jako człowieka, który zdradził lud i Kościół i doprowadził do wojny bratobójczej. Skazany na karę śmierci za współpracę z okupantem, został rozstrzelany pod murem cmentarza Rrmajt w Szkodrze i pochowany w nieznanym miejscu.
Pozostawił w rękopisie dzieła poświęcone tematyce społecznej i historii kultury albańskiej. Zostały one wydane już po śmierci autora. Imię Harapiego noszą ulice w Tiranie, Prisztinie i w Peciu.

## Dzieła
- 1925: Edukata ose mirerritja e femijeve (Edukacja albo właściwe wychowanie dzieci)
- 1935: Vlerë shpirtërore (Wartości duchowe)
- 1959: Andrra e prêtashit: kontribut për kulturën shqiptare (wydane w Rzymie)
- 2003: Valë mbi valë (Fala za falą)
- 2003: Vlerë shpirtërore: kontribut për trajtimin mendor të shqiptarit
- 2003: Shqyptari dhe bota e tij (Albańczyk i jego świat)